# نهر أثاباسكا الجليدي

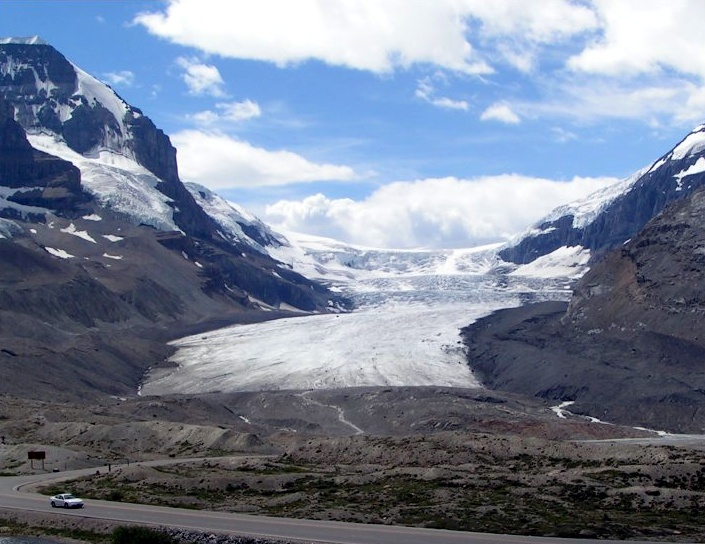

نهر أثاباسكا الجليدي بالألمانية باسم "Der Athabasca-Gletscher" وبالإنجليزية "Athabasca Glacier"، هو أحد الألسنة الجليدية الستة الرئيسية لحقل كولومبيا الجليدي في جبال روكي الكندية. ينبع النهر الجليدي من حقل الجليد ويتدفق شمال شرقًا نحو Icefields Parkway. يحيط به ويحميه من جانب Snow Dome بارتفاع 3550 مترًا، وكذلك جبل أندروميدا بارتفاع 3450 مترًا. المياه المذابة منه تتدفق إلى بحيرة Sunwapta ثم إلى نهر Sunwapta.
نتيجة للاحتباس الحراري، تقلص النهر الجليدي بمقدار 1.5 كيلومتر خلال الـ 125 سنة الماضية، وفقد أكثر من نصف حجمه.
بفضل موقعه القريب من Icefields Parkway، يعد النهر الجليدي من أكثر الأنهار زيارة في أمريكا الشمالية. يقع مركز Icefield Centre على الطريق نفسه، ويقدم جولات صيفية برفقة مرشدين على نهر أثاباسكا الجليدي باستخدام حافلات خاصة.
يبعد Glacier Skywalk مسافة 6 كم، وقد افتتحته شركة بروستر ترافيل كندا في مايو 2014 كمعلم جذب جديد على Icefields Parkway.

## روابط الويب
- Columbia Icefield Area and the Athabasca Glacier (englisch)
- earthsciencescanada.com: Athabasca Glacier and the Columbia Icefield (2011) (PDF, 1,9 MB)